# Liste der Kulturdenkmale in Niederwürschnitz

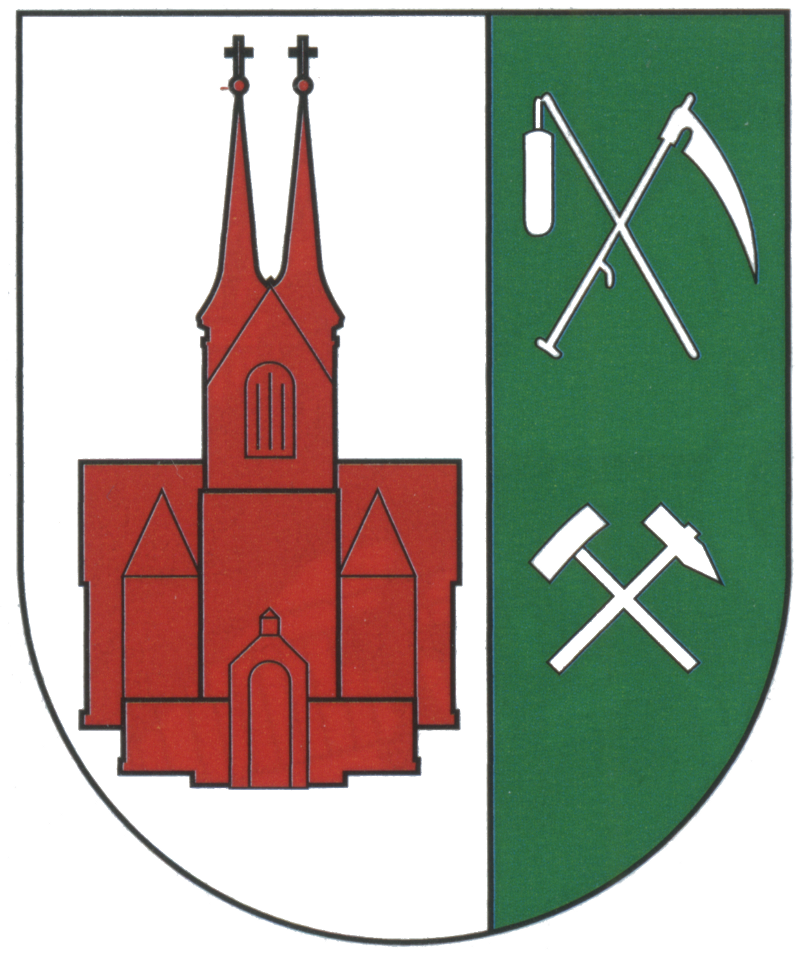
Wappen von Niederwürschnitz

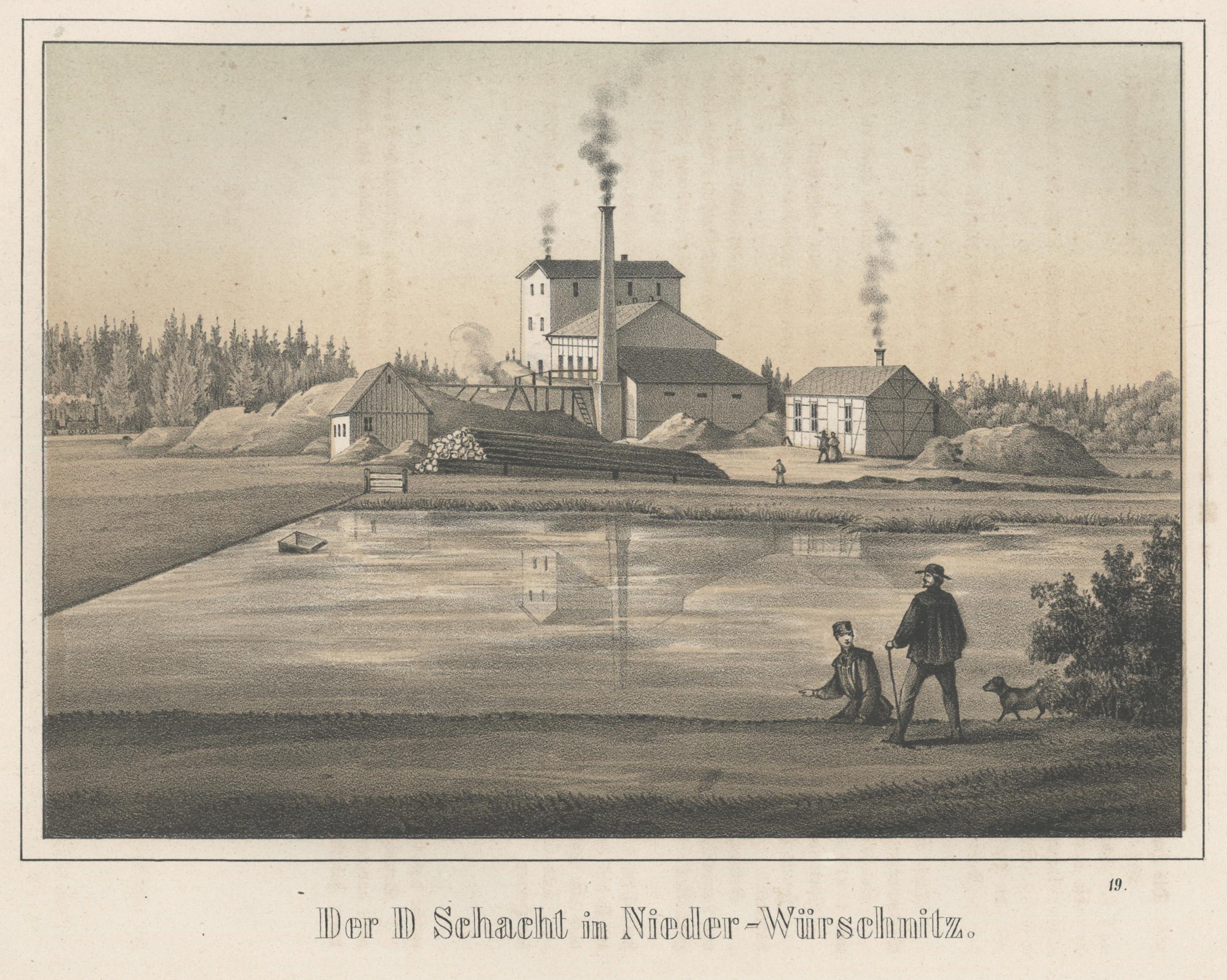
Alter Schacht in Niederwürschnitz

Die Liste der Kulturdenkmale in Niederwürschnitz enthält die Kulturdenkmale in Niederwürschnitz.
Diese Liste ist eine Teilliste der Liste der Kulturdenkmale in Sachsen.

## Legende
- Bild: Bild des Kulturdenkmals, ggf. zusätzlich mit einem Link zu weiteren Fotos des Kulturdenkmals im Medienarchiv Wikimedia Commons. Wenn man auf das Kamerasymbol klickt, können Fotos zu Kulturdenkmalen aus dieser Liste hochgeladen werden:
- Bezeichnung: Denkmalgeschützte Objekte und ggf. Bauwerksname des Kulturdenkmals
- Lage: Straßenname und Hausnummer oder Flurstücknummer des Kulturdenkmals. Die Grundsortierung der Liste erfolgt nach dieser Adresse. Der Link (Karte) führt zu verschiedenen Kartendiensten mit der Position des Kulturdenkmals. Fehlt dieser Link, wurden die Koordinaten noch nicht eingetragen. Sind diese bekannt, können sie über ein Tool mit einer Kartenansicht einfach nachgetragen werden. In dieser Kartenansicht sind Kulturdenkmale ohne Koordinaten mit einem roten bzw. orangen Marker dargestellt und können durch Verschieben auf die richtige Position in der Karte mit Koordinaten versehen werden. Kulturdenkmale ohne Bild sind an einem blauen bzw. roten Marker erkennbar.
- Datierung: Baubeginn, Fertigstellung, Datum der Erstnennung oder grobe zeitliche Einordnung entsprechend des Eintrags in der sächsischen Denkmaldatenbank
- Beschreibung: Kurzcharakteristik des Kulturdenkmals entsprechend des Eintrags in der sächsischen Denkmaldatenbank, ggf. ergänzt durch die dort nur selten veröffentlichten Erfassungstexte oder zusätzliche Informationen
- ID: Vom Landesamt für Denkmalpflege Sachsen vergebene, das Kulturdenkmal eindeutig identifizierende Objekt-Nummer. Der Link führt zum PDF-Denkmaldokument des Landesamtes für Denkmalpflege Sachsen. Bei ehemaligen Kulturdenkmalen können die Objektnummern unbekannt sein und deshalb fehlen bzw. die Links von aus der Datenbank entfernten Objektnummern ins Leere führen. Ein ggf. vorhandenes Icon  führt zu den Angaben des Kulturdenkmals bei Wikidata.

## Niederwürschnitz
| Bild                                    | Bezeichnung | Lage                              | Datierung                          | Beschreibung | ID       |
| --------------------------------------- | --- | --------------------------------- | ---------------------------------- | --- | -------- |
| Direkt Bild zu diesem Denkmal hochladen | Zufahrtsbrücke über die Würschnitz | Chemnitzer Straße - (Karte)       | wohl 1. Hälfte 19. Jahrhundert     | Wohl letzte erhaltene Steinbogenbrücke des Ortes in ortsbildprägender Gestaltung, baugeschichtlich von Bedeutung. Einfache Steinbogenbrücke aus schiefrigem Bruchsteinmauerwerk mit beidseitig erhaltener originaler Geländerstütze gleichen Materials, die als nach oben verlängerter Schlussstein in das Gewölbe-Mauerwerk eingebaut ist, die auf der Wiesenseite anschließenden Stützmauern originaler Bestand, die straßenseitigen jünger. | 09238117 |
| Direkt Bild zu diesem Denkmal hochladen | Wohnhaus (ehemaliges Gasthaus) | Chemnitzer Straße 23 (Karte)      | um 1880                            | Ehemalige Bäckerei und Restauration mit Kegelbahn, Gartenterrasse usw., in seiner Originalität weitgehend erhaltener Putzbau mit Anklängen an den Schweizerstil, baugeschichtliche, ortsgeschichtliche sowie ortsbildprägende Bedeutung. - Eingeschossiger, massiver Putzbau mit ausgebautem Drempelgeschoss und überstehendem, mäßig geneigtem Satteldach (Pfettenkonstruktion), straßenseitig drei der fünf Fensterachsen einnehmender übergiebelter Mittelrisalit, Fassadengestaltung mit Anklängen an Schweizerstil mit rundbogigen Öffnungen, jeweils mit profilierten Werksteingewänden aus Hilbersdorfer Porphyrtuff sowie aufwendiger Putzgliederung (Faschen, Lisenen, Gurtgesims), Freigespärre mit Laubsäge- bzw. Stanzblechzierwerk sowie geschweiften Sparren- und Pfettenenden, - An der Nordecke stilistisch eingebundener Anbau von 1899 mit ehemaligem Laden, überwiegend originaler Tür- (Haus- und Ladentür) und Fensterbestand, straßenseitiger Eingang vermauert, Treppe davor abgebrochen, Dachdeckung Preolitschindeln. | 09238116 |
| Direkt Bild zu diesem Denkmal hochladen | Wohnstallhaus und Scheune des Dreiseithofes | Chemnitzer Straße 30 (Karte)      | um 1800                            | Zeit- und landschaftstypische ländliche Fachwerkbauten eines gut erhaltenen Kleinbauernhofes, Teil der alten Ortsstruktur, baugeschichtlich von Bedeutung. - Wohnstallhaus: Zweigeschossiger Bau über gedrungen rechteckigem Grundriss mit steilem auf Grund der Haustiefe sehr hohem Satteldach, EG massiv ohne erhaltene Werksteingewände, jedoch mit historischen Öffnungsgrößen, Obergeschoss Fachwerk, zum Teil verbrettert, zum Teil asbestverkleidet, originale Fensteröffnungsgrößen, hofseitig Laden zum Hausboden, Dach ohne Aufbauten mit altdeutscher Schieferdeckung und schieferverkleidetem Schornstein, - Scheune: Kleiner, zum Teil verbretterter Fachwerkbau mit massivem Schuppenteil und Satteldach, an der Wegeseite sichtbares, strebenreiches Fachwerk, etwa zwei Drittel der Breite einnehmende, an die wegeseitige Längswand geschobener, niedriger massiver Schuppenteil mit darüberliegendem Bansen (in der Bauzeichnung mit „Panzel“ bezeichnet), Dach mit Preolitschindeldeckung, im Sockelbereich leichte Holzschäden, - Bauherr: C. F. Thiele, Gartenhausbesitzer, Planung und Ausführung: F. Mehner, Maurermeister. | 09238119 |
| Direkt Bild zu diesem Denkmal hochladen | Ehemaliges Wohnstallhaus eines Bauernhofes | Chemnitzer Straße 31 (Karte)      | 1708 Dendro                        | Obergeschoss Fachwerk, zeit- und landschaftstypischer Bau mit relativ seltener Fachwerkkonstruktion (K-Streben), eines der ältesten Gebäude im Ort, Teil der alten Ortsstruktur, baugeschichtlich von Bedeutung. Trotz Veränderungen im Erdgeschoss in seiner Erscheinung weitgehend original erhaltener Bau, zweigeschossiger langgestreckter Bau mit Satteldach, EG nachträglich massiv unterfahren mit störendem Garageneinbau, ursprünglich wohl Umgebinde im Wohnteil, im Bereich der ehemaligen Stube soll, nach Angaben des Vorbesitzers an den jetzigen, eine Inschrift mit der Datierung 1645 vor der Verkleidung des Unterzuges sichtbar gewesen sein (1745 ist nach Ansicht der Erfasser eher wahrscheinlich), im Obergeschoss ursprünglich leicht vorkragendes, an den Längsseiten sichtbares Fachwerk mit vier halben „Wilden-Mann-Figuren“ an Eck- und Bundständern, ursprünglich zwischen den durchlaufenden Riegelhöhen sitzende Fenster wohl im 19. Jahrhundert nach oben vergrößert, Giebel verbrettert, Dach ohne Aufbauten, zur Hofseite altdeutsche Schieferdeckung. Die Datierung beruht auf vier einheitlich datierenden Proben. Die Datierung steht in Einklang mit den gefügekundlichen Beobachtungen. | 09238118 |
| Direkt Bild zu diesem Denkmal hochladen | Wohnstallhaus (Nr. 59a) und Seitengebäude (Nr. 59) eines ehemaligen Vierseithofes | Chemnitzer Straße 59; 59a (Karte) | Ende 18. Jahrhundert               | Beide Gebäude mit verkleidetem Fachwerk-Obergeschoss, zeit- und landschaftstypische, weitgehend original erhaltene Bauten in bildprägender Lage, Teile der alten Ortsstruktur, baugeschichtlich von Bedeutung. - Wohnstallhaus: Zweigeschossiger, relativ breit gelagerter Bau mit steilem Satteldach, EG wohl nachträglich massiv unterfahren, Fenster ohne und zwei Türen (hof- und gartenseitig) mit Werksteingewänden mit Segmentbogensturz und überputzten Schlusssteinen, Obergeschoss Fachwerk, mit Asbestplatten verkleidet, originale Fensteröffnungsgrößen, Dach und Giebeldreiecke ebenfalls mit Asbestplattenverkleidung, Fensterbestand überwiegend 20. Jahrhundert, - Seitengebäude: Zweigeschossiger, relativ schmaler Bau mit Krüppelwalmdach, EG massiv, zum Teil mit profilierten, spätbarocken Werksteingewänden (vermutlich Zweitverwendung), Obergeschoss Fachwerk, mit Asbestplatten verkleidet, originale Fensteröffnungsgrößen, Dach und Giebeldreiecke mit Asbestverkleidung, Fenster zweite Hälfte 20. Jahrhundert. | 09238121 |
| Direkt Bild zu diesem Denkmal hochladen | Wohnhaus mit Einfriedung und Toranlage | Hartensteiner Straße 2 (Karte)    | 1896 laut Bauakte                  | Klinkerfassade mit Balkon, villenartiger Bau des Maschinenbaufabrikanten Friedrich Scheiter, Anklänge an den Schweizerstil, aufwendig gestaltetes und in seiner Originalität erhaltenes Beispiel für die gründerzeitliche Überformung des Ortes, baugeschichtlich und ortsentwicklungsgeschichtlich von Bedeutung. Zweigeschossiger massiver Klinkerbau mit mäßig geneigtem, überstehendem Satteldach (Pfettendach), flachem übergiebeltem Mittelrisalit auf der Straßenseite sowie daran befindlichem repräsentativem Balkon (Konsolen, wohl aus Kunststein, in Karyatidenform und schmiedeeisernes, ausgebauchtes Brüstungsgitter), Sockel aus Sandstein-Polygon-Mauerwerk, Fassadengestaltung mit Gesimsen und Lisenen aus rötlichen Ziegeln und Formziegeln, dazwischen ockerfarbene Ziegel, Freigespärre mit Laubsägearbeiten, originale zweiflüglige Eingangstür (aufgearbeitet), Schieferdachdeckung, Einfriedung mit aus ockerfarbenen Ziegeln gemauerten Säulen mit Sandsteinbekrönungen sowie erhaltenen, schmiedeeisernen Zaunsfeldern sowie Tür und Tor. | 09238111 |
| Direkt Bild zu diesem Denkmal hochladen | Wohnstallhaus | Hartensteiner Straße 7 (Karte)    | 1723 Dendro                        | Obergeschoss Fachwerk, zeit- und landschaftstypischer, weitgehend original erhaltener Bau, eines der ältesten Gebäude im Ort, Teil der alten Ortsstruktur, baugeschichtlich von Bedeutung. Zweigeschossiger Bau mit Satteldach und zwei kleineren, schon historischen, gartenseitigen Anbauten (unter anderem Backofen), EG massiv, im Wohnteil wohl nachträglich unterfahren, mit historischen Tür- und Fenstergrößen, Gewände fehlen, Putz erneuert, Obergeschoss Sichtfachwerk mit originalen, relativ kleinen Fensteröffnungen zwischen durchlaufenden Riegelhöhen, an der Gartenseite leichte Vorkragung mit abgerundeten Füllhölzern und einfacher Fase an der Obergeschoss-Schwelle, Tür und Fensterbestand wohl Anfang 20. Jahrhundert, altdeutsche Schieferdeckung. | 09238114 |
|                                         | Wohnhaus | Hartensteiner Straße 12 (Karte)   | bezeichnet 1826                    | Obergeschoss Fachwerk, zeit- und landschaftstypischer, weitgehend original erhaltener Bau, Teil der alten Ortsstruktur, baugeschichtlich von Bedeutung. Zweigeschossiger Bau mit steilem Satteldach, EG massiv und neu verputzt mit zum Teil vergrößerten Fensteröffnungen, originale Werksteintürgewände mit gerader profilierter Verdachung mit Zahnschnittfries und Datierung, Obergeschoss Fachwerk, straßenseitig sichtig, rückseitig verputzt, ein Giebel verschiefert, originale Fenstergrößen, im Giebeldreieck zum Teil erhaltene Fensterbleche mit ausgeschnittener Abtropfkante, Dachdeckung Preolitschindeln. | 09238113 |
| Direkt Bild zu diesem Denkmal hochladen | Wasserversorgungsbau mit Einfriedung | Hohensteiner Straße - (Karte)     | bezeichnet 1906                    | Wasserhochbehälter von technikgeschichtlicher und ortsbildprägender Bedeutung. Aufschüttung mit massivem gestalteten Vorbau, verputzt mit vier hochrechteckigen vergitterten Fenstern, mittiger Eingang, Balustrade mit Rundbogengiebel über dem Eingang, schmiedeeiserner Zaun. | 09238112 |
| Weitere Bilder                          | Sachgesamtheit Johanneskirche und Kirchhof | Kirchweg (Karte)                  | nach 1900                          | Baugeschichtlich, künstlerisch und ortsgeschichtlich von Bedeutung, Sachgesamtheit mit folgenden Einzeldenkmalen: Kirche, ein Grabmal und eine Grabanlage (siehe Einzeldenkmalliste - Obj. 09238120, gleiche Anschrift), Denkmal für die Gefallenen des Ersten Weltkrieges und Erinnerungsstele (siehe Einzeldenkmalliste - Obj. 09238126, gleiche Anschrift) sowie Kirchhof mit Alleen (Gartendenkmal) - Hallenkirche: Roter Backsteinbau über griechischem Kreuz, im Westen Turm mit doppeltem Helmabschluss, Turmuhr 1903 von der Uhrenfabrik Bernhard Zachariä (Königlich-Sächsischer Hoflieferant) - Auf dem Kirchhof: - Grabanlage der Familie Schmiedel (Fabrikant für Schachtanlagen, Bild Nummer 23): An der Ostseite des Friedhofs gelegene, etwa quadratische Anlage mit Resten der Einfriedung und erhöhter gestalteter Rückwand mit ädikulaartigem Aufbau mit vor einem Kreuz auf einem Sarg sitzender trauernder weiblicher Figur, welche sich auf eine Urne stützt, Figur und Urne Galvanoplastiken, Säulen der Einfriedung, Rückwand und Sarg aus dunklem, poliertem Granit, nur noch ein schmiedeeisernes Zaunfeld erhalten, Grabplatten oder Inschriften fehlen, - Grabmal der Familie Masuch (Bild Nummer 24): An der Südseite des Friedhofes, im hinteren Bereich der Familien-Grabanlage stehende Plastik einer an einem Kreuz lehnenden, trauernden weiblichen Figur, Figur Galvanoplastik, Kreuz mit „angeschriebenem“ Familiennamen aus dunklem, poliertem Granit. | 09238125 |
| Direkt Bild zu diesem Denkmal hochladen | Kirche, ein Grabmal und eine Grabanlage auf dem Kirchhof (siehe auch Sachgesamtheitsliste - Obj. 09238125, gleiche Anschrift) | Kirchweg (Karte)                  | 1903–1904                          | Hallenkirche mit Westturm, in neugotischen Formen errichteter, stattlicher roter Klinkerbau, mit architekturgeschichtlicher, ortshistorischer, städtebaulicher, landschaftsgestaltender und künstlerischer Bedeutung. Einzeldenkmale der Sachgesamtheit Johanneskirche und Kirchhof: Siehe oben unter Sachgesamtheit ID 09238125 | 09238120 |
| Weitere Bilder                          | Denkmal für die Gefallenen des Ersten Weltkrieges und Erinnerungsstele | Kirchweg (Karte)                  | nach 1918 (Kriegerdenkmal)         | Ortshistorische und im Falle des Reliefs künstlerische Bedeutung (siehe auch Sachgesamtheitsliste - Obj. 09238125, gleiche Anschrift). In einer kleinen etwas erhöht liegenden, ehrenhainähnlichen Anlage gruppierte Denkmale, Kriegerdenkmal für die Gefallenen des Ersten Weltkrieges: In schiefrigem Naturstein auf segmentbogigem Grundriss errichtete Wand mit mittig darin eingebautem Sandsteinkreuz sowie zwei einfachen Galvanoplastiktafeln mit den Namen der Gefallenen und zwei weiteren, dem Kreuz zugeordneten, mit Reliefdarstellungen einer trauernden Familie (bezeichnet „M. Gruner“) | 09238126 |
| Direkt Bild zu diesem Denkmal hochladen | Wohnhaus und Einfriedung mit Toreinfahrt und Pforte | Lichtensteiner Straße 23 (Karte)  | bezeichnet 1897                    | Historisierende Putzfassade, repräsentativ gestalteter Bau des Zementwarenfabrikanten Albin Fritzsch, in seiner Originalität erhaltenes Beispiel für die gründerzeitliche Überformung des Ortes, baugeschichtlich und ortsentwicklungsgeschichtlich von Bedeutung. Zweigeschossiger massiver Putzbau mit 4 × 6 Fensterachsen, überstehenden aufwendig gestalteten Fassaden mit plastischen Kunststeinformteilen unter anderem im Sockel- und Brüstungsbereich, als Eckquaderungen und Fensterverdachungen sowie im Bereich des Gurt- und Traufgesimses, beiderseits des Mittelrisalits stehende Gaupen ebenfalls mit plastisch gestalteten Kunststeingewänden, Schieferdeckung, im Innern originale repräsentative baufeste Ausstattung erhalten, originale, aufgearbeitete Hauseingangstür, Einfriedung mit Kunststeinsäulen und nach historischem Vorbild erneuertem, schmiedeeisernem Zaun, Gebäude (innen und außen), Bauherr: Albin Fritzsch, Zementwarenfabrikant. | 09238109 |
| Direkt Bild zu diesem Denkmal hochladen | Wohnhaus | Lichtensteiner Straße 32 (Karte)  | um 1900                            | Repräsentativ gestalteter Putzbau, typisches Beispiel für die gründerzeitliche Überformung des Ortes, baugeschichtlich und ortsentwicklungsgeschichtlich von Bedeutung. Zweigeschossiger massiver Putzbau mit 3 × 7 Fensterachsen, mäßig geneigtem Satteldach und straßenseitigem, flach vorspringendem dreiachsigem übergiebeltem Mittelrisalit, Sockel Sandstein-Polygon-Mauerwerk, Fassadengestaltung mit Putzgliederungen und Kunststeinrahmungen, um Türen und Fenster, über den Fenstern Klinkerblendbögen mit kunststeinernen, plastisch geschmückten Schlusssteinen, straßenseitige Mittelachse durch Fensterverdachungen, Rundfenster in der Giebelspitze des Risalits sowie darauf, Muschelaufsatz betont, beidseitig der mittigen Tür originale Schaufenster mit Rollladen, Treppe davor abgebrochen, überwiegend originale Fenstersubstanz, Dachdeckung Preolitschindeln. | 09238115 |
| Weitere Bilder                          | Ehemalige Ziegelei mit Kollergebäude (inklusive erhaltener Technik), Trockengebäude, Ringofen, Schornsteinen, Nebengebäude (ehemaligem Wohnstallhaus), Feldbahn mit Loks und Loren, Eimerkettenbagger und einem Großteil der ehemaligen Lehmgruben | Nach den Steegen 1; 3 (Karte)     | Kollergebäude Ende 19. Jahrhundert | Wohl letzte mit gesamter Technik komplett erhaltene Ziegelei in Sachsen, technikgeschichtlich, ortshistorische und regionalgeschichtliche sowie landschaftsprägende Bedeutung. Seit 1857 an dieser Stelle betriebene Ziegelei, aus der Zeit vor 1900 eventuell noch der untere, achteckige Teil des hohen Schornsteines, das am Wassertrog im Innern mit 1892 bezeichnete Nebengebäude (ehemaliges Wohnstallhaus) und Nebengebäude (ehemaliges Wohnstallhaus) und das Kollergebäude erhalten, wesentliche Um- und Neubauten nach großem Brand 1951 in den 1950er und 1960er Jahren, alte Technik in den 1970er Jahren elektronisch nachgerüstet. Produktion mit Kriegsunterbrechung bis 31. August 1990, heute ist die Anlage als Ziegelei- und Dorfmuseum genutzt und Zentrum zahlreicher über ABM organisierter Aktivitäten, u. a. Sammlung von historischen Handpressen zur Kunststeinplatten- und Ziegelherstellung, ländlichem Gerät, Hausrat usw. - Kollergebäude: Eingeschossiger massiver Bau mit mäßig geneigtem Satteldach, ursprünglich zum angrenzenden, wohl den historischen Kern der Ziegelei bildenden Hof gehörend und sicher als Scheune oder Pferdestall genutzt (auf dem Hof wurden die ursprünglich zum Antreiben der Lehmmühlen und zum Transport genutzten Pferde gehalten), später zur Herstellung der Ziegelrohlinge umgenutzt und mit entsprechender, erhaltener Technik ausgestattet, Name vom unter anderem darin befindlichen Koller (zum Zerdrücken des Lehms und zum Zermahlen der darin befindlichen Steine), - Nebengebäude (ehemaliges Wohnstallhaus): massives zweigeschossiges Gebäude mit Satteldach, ehemals wohl das Hauptgebäude der alten Ziegelei mit Kammern für die Lohnarbeiter, Pferdestall usw., - Trockengebäude: 1958 errichteter und 1962 verlängerter, dreigeschossiger langgestreckter Bau mit flachem Satteldach, EG massiv aus Ziegelsichtmauerwerk, im östlichen Teil mit Verwaltungs- und Sozialräumen, im mittleren und westlichen Teil zwischen den Stützen offen, Teil zwischen den Stützen offen, erstes und zweites Obergeschoss offene Fachwerkkonstruktion mit eingebauten Trocknungsregalen zum halbautomatischen Aufschichten der Ziegelrohlinge, die vor dem Brennen zwei bis vier Wochen hier trockneten, Lagerkapazität einhunderttausend Ziegelrohlinge, - Ringofen: Relativ langgestreckter ovaler Ringofen mit darüberliegendem, von Klinkerstützen getragenem Obergeschoss, von dem aus die Anlage geregelt werden konnte (heute Sammlungs- und Ausstellungsraum des Dorfmuseums), flaches Satteldach, nach Westen anschließende Garagen- und Wirtschaftsbauten, - Hoher Schornstein: Im unteren Bereich mit achteckigem, wohl noch aus der Anfangszeit der Ziegelei erhaltenem Abschnitt, darüber jüngerer, runder Abschnitt, wohl aus den 1960er oder 1970 Jahren, landschaftsprägende Fernwirkung. | 09238128 |